# Матч за звание чемпиона мира по шахматам по версии ФИДЕ 1993
Матч на первенство мира по шахматам по версии ФИДЕ между экс-чемпионом мира Анатолием Карповым и Яном Тимманом проходил с 6 сентября по 1 ноября 1993 года в Нидерландах и Индонезии. Матч игрался на большинство из 24 партий и закончился досрочной победой Карпова со счётом 12½ : 8½.
После того, как Гарри Каспаров и Найджел Шорт решили сыграть свой матч не под эгидой ФИДЕ, её президент — Флоренсио Кампоманес в 1993 г. лишил Каспарова звания чемпиона мира, а Шорта — права претендента. Определить чемпиона мира по версии ФИДЕ было решено между финалистом матча претендентов и экс-чемпионом мира Карповым, проигравшим свой полуфинальный матч.

## Примечательные партии

### Карпов — Тимман, 1993 г.
|   | a | b | c | d | e | f | g | h |   |
| - | --- | --- | --- | --- | --- | --- | --- | --- | - |
| 8 | a8 чёрная ладья · d8 чёрная ладья · f8 чёрный король · a7 чёрная пешка · b7 чёрная пешка · d7 чёрный конь · f7 чёрная пешка · g7 чёрная пешка · c6 чёрный слон · d6 белый конь · e6 чёрная пешка · h6 чёрная пешка · d5 чёрный конь · e5 белая пешка · h5 чёрный ферзь · c4 белый слон · d4 белый ферзь · f4 белая пешка · c3 белая пешка · h3 белая пешка · a2 белая пешка · f2 белый слон · g2 белая пешка · d1 белая ладья · f1 белая ладья · g1 белый король | a8 чёрная ладья · d8 чёрная ладья · f8 чёрный король · a7 чёрная пешка · b7 чёрная пешка · d7 чёрный конь · f7 чёрная пешка · g7 чёрная пешка · c6 чёрный слон · d6 белый конь · e6 чёрная пешка · h6 чёрная пешка · d5 чёрный конь · e5 белая пешка · h5 чёрный ферзь · c4 белый слон · d4 белый ферзь · f4 белая пешка · c3 белая пешка · h3 белая пешка · a2 белая пешка · f2 белый слон · g2 белая пешка · d1 белая ладья · f1 белая ладья · g1 белый король | a8 чёрная ладья · d8 чёрная ладья · f8 чёрный король · a7 чёрная пешка · b7 чёрная пешка · d7 чёрный конь · f7 чёрная пешка · g7 чёрная пешка · c6 чёрный слон · d6 белый конь · e6 чёрная пешка · h6 чёрная пешка · d5 чёрный конь · e5 белая пешка · h5 чёрный ферзь · c4 белый слон · d4 белый ферзь · f4 белая пешка · c3 белая пешка · h3 белая пешка · a2 белая пешка · f2 белый слон · g2 белая пешка · d1 белая ладья · f1 белая ладья · g1 белый король | a8 чёрная ладья · d8 чёрная ладья · f8 чёрный король · a7 чёрная пешка · b7 чёрная пешка · d7 чёрный конь · f7 чёрная пешка · g7 чёрная пешка · c6 чёрный слон · d6 белый конь · e6 чёрная пешка · h6 чёрная пешка · d5 чёрный конь · e5 белая пешка · h5 чёрный ферзь · c4 белый слон · d4 белый ферзь · f4 белая пешка · c3 белая пешка · h3 белая пешка · a2 белая пешка · f2 белый слон · g2 белая пешка · d1 белая ладья · f1 белая ладья · g1 белый король | a8 чёрная ладья · d8 чёрная ладья · f8 чёрный король · a7 чёрная пешка · b7 чёрная пешка · d7 чёрный конь · f7 чёрная пешка · g7 чёрная пешка · c6 чёрный слон · d6 белый конь · e6 чёрная пешка · h6 чёрная пешка · d5 чёрный конь · e5 белая пешка · h5 чёрный ферзь · c4 белый слон · d4 белый ферзь · f4 белая пешка · c3 белая пешка · h3 белая пешка · a2 белая пешка · f2 белый слон · g2 белая пешка · d1 белая ладья · f1 белая ладья · g1 белый король | a8 чёрная ладья · d8 чёрная ладья · f8 чёрный король · a7 чёрная пешка · b7 чёрная пешка · d7 чёрный конь · f7 чёрная пешка · g7 чёрная пешка · c6 чёрный слон · d6 белый конь · e6 чёрная пешка · h6 чёрная пешка · d5 чёрный конь · e5 белая пешка · h5 чёрный ферзь · c4 белый слон · d4 белый ферзь · f4 белая пешка · c3 белая пешка · h3 белая пешка · a2 белая пешка · f2 белый слон · g2 белая пешка · d1 белая ладья · f1 белая ладья · g1 белый король | a8 чёрная ладья · d8 чёрная ладья · f8 чёрный король · a7 чёрная пешка · b7 чёрная пешка · d7 чёрный конь · f7 чёрная пешка · g7 чёрная пешка · c6 чёрный слон · d6 белый конь · e6 чёрная пешка · h6 чёрная пешка · d5 чёрный конь · e5 белая пешка · h5 чёрный ферзь · c4 белый слон · d4 белый ферзь · f4 белая пешка · c3 белая пешка · h3 белая пешка · a2 белая пешка · f2 белый слон · g2 белая пешка · d1 белая ладья · f1 белая ладья · g1 белый король | a8 чёрная ладья · d8 чёрная ладья · f8 чёрный король · a7 чёрная пешка · b7 чёрная пешка · d7 чёрный конь · f7 чёрная пешка · g7 чёрная пешка · c6 чёрный слон · d6 белый конь · e6 чёрная пешка · h6 чёрная пешка · d5 чёрный конь · e5 белая пешка · h5 чёрный ферзь · c4 белый слон · d4 белый ферзь · f4 белая пешка · c3 белая пешка · h3 белая пешка · a2 белая пешка · f2 белый слон · g2 белая пешка · d1 белая ладья · f1 белая ладья · g1 белый король | 8 |
| 7 | a8 чёрная ладья · d8 чёрная ладья · f8 чёрный король · a7 чёрная пешка · b7 чёрная пешка · d7 чёрный конь · f7 чёрная пешка · g7 чёрная пешка · c6 чёрный слон · d6 белый конь · e6 чёрная пешка · h6 чёрная пешка · d5 чёрный конь · e5 белая пешка · h5 чёрный ферзь · c4 белый слон · d4 белый ферзь · f4 белая пешка · c3 белая пешка · h3 белая пешка · a2 белая пешка · f2 белый слон · g2 белая пешка · d1 белая ладья · f1 белая ладья · g1 белый король | a8 чёрная ладья · d8 чёрная ладья · f8 чёрный король · a7 чёрная пешка · b7 чёрная пешка · d7 чёрный конь · f7 чёрная пешка · g7 чёрная пешка · c6 чёрный слон · d6 белый конь · e6 чёрная пешка · h6 чёрная пешка · d5 чёрный конь · e5 белая пешка · h5 чёрный ферзь · c4 белый слон · d4 белый ферзь · f4 белая пешка · c3 белая пешка · h3 белая пешка · a2 белая пешка · f2 белый слон · g2 белая пешка · d1 белая ладья · f1 белая ладья · g1 белый король | a8 чёрная ладья · d8 чёрная ладья · f8 чёрный король · a7 чёрная пешка · b7 чёрная пешка · d7 чёрный конь · f7 чёрная пешка · g7 чёрная пешка · c6 чёрный слон · d6 белый конь · e6 чёрная пешка · h6 чёрная пешка · d5 чёрный конь · e5 белая пешка · h5 чёрный ферзь · c4 белый слон · d4 белый ферзь · f4 белая пешка · c3 белая пешка · h3 белая пешка · a2 белая пешка · f2 белый слон · g2 белая пешка · d1 белая ладья · f1 белая ладья · g1 белый король | a8 чёрная ладья · d8 чёрная ладья · f8 чёрный король · a7 чёрная пешка · b7 чёрная пешка · d7 чёрный конь · f7 чёрная пешка · g7 чёрная пешка · c6 чёрный слон · d6 белый конь · e6 чёрная пешка · h6 чёрная пешка · d5 чёрный конь · e5 белая пешка · h5 чёрный ферзь · c4 белый слон · d4 белый ферзь · f4 белая пешка · c3 белая пешка · h3 белая пешка · a2 белая пешка · f2 белый слон · g2 белая пешка · d1 белая ладья · f1 белая ладья · g1 белый король | a8 чёрная ладья · d8 чёрная ладья · f8 чёрный король · a7 чёрная пешка · b7 чёрная пешка · d7 чёрный конь · f7 чёрная пешка · g7 чёрная пешка · c6 чёрный слон · d6 белый конь · e6 чёрная пешка · h6 чёрная пешка · d5 чёрный конь · e5 белая пешка · h5 чёрный ферзь · c4 белый слон · d4 белый ферзь · f4 белая пешка · c3 белая пешка · h3 белая пешка · a2 белая пешка · f2 белый слон · g2 белая пешка · d1 белая ладья · f1 белая ладья · g1 белый король | a8 чёрная ладья · d8 чёрная ладья · f8 чёрный король · a7 чёрная пешка · b7 чёрная пешка · d7 чёрный конь · f7 чёрная пешка · g7 чёрная пешка · c6 чёрный слон · d6 белый конь · e6 чёрная пешка · h6 чёрная пешка · d5 чёрный конь · e5 белая пешка · h5 чёрный ферзь · c4 белый слон · d4 белый ферзь · f4 белая пешка · c3 белая пешка · h3 белая пешка · a2 белая пешка · f2 белый слон · g2 белая пешка · d1 белая ладья · f1 белая ладья · g1 белый король | a8 чёрная ладья · d8 чёрная ладья · f8 чёрный король · a7 чёрная пешка · b7 чёрная пешка · d7 чёрный конь · f7 чёрная пешка · g7 чёрная пешка · c6 чёрный слон · d6 белый конь · e6 чёрная пешка · h6 чёрная пешка · d5 чёрный конь · e5 белая пешка · h5 чёрный ферзь · c4 белый слон · d4 белый ферзь · f4 белая пешка · c3 белая пешка · h3 белая пешка · a2 белая пешка · f2 белый слон · g2 белая пешка · d1 белая ладья · f1 белая ладья · g1 белый король | a8 чёрная ладья · d8 чёрная ладья · f8 чёрный король · a7 чёрная пешка · b7 чёрная пешка · d7 чёрный конь · f7 чёрная пешка · g7 чёрная пешка · c6 чёрный слон · d6 белый конь · e6 чёрная пешка · h6 чёрная пешка · d5 чёрный конь · e5 белая пешка · h5 чёрный ферзь · c4 белый слон · d4 белый ферзь · f4 белая пешка · c3 белая пешка · h3 белая пешка · a2 белая пешка · f2 белый слон · g2 белая пешка · d1 белая ладья · f1 белая ладья · g1 белый король | 7 |
| 6 | a8 чёрная ладья · d8 чёрная ладья · f8 чёрный король · a7 чёрная пешка · b7 чёрная пешка · d7 чёрный конь · f7 чёрная пешка · g7 чёрная пешка · c6 чёрный слон · d6 белый конь · e6 чёрная пешка · h6 чёрная пешка · d5 чёрный конь · e5 белая пешка · h5 чёрный ферзь · c4 белый слон · d4 белый ферзь · f4 белая пешка · c3 белая пешка · h3 белая пешка · a2 белая пешка · f2 белый слон · g2 белая пешка · d1 белая ладья · f1 белая ладья · g1 белый король | a8 чёрная ладья · d8 чёрная ладья · f8 чёрный король · a7 чёрная пешка · b7 чёрная пешка · d7 чёрный конь · f7 чёрная пешка · g7 чёрная пешка · c6 чёрный слон · d6 белый конь · e6 чёрная пешка · h6 чёрная пешка · d5 чёрный конь · e5 белая пешка · h5 чёрный ферзь · c4 белый слон · d4 белый ферзь · f4 белая пешка · c3 белая пешка · h3 белая пешка · a2 белая пешка · f2 белый слон · g2 белая пешка · d1 белая ладья · f1 белая ладья · g1 белый король | a8 чёрная ладья · d8 чёрная ладья · f8 чёрный король · a7 чёрная пешка · b7 чёрная пешка · d7 чёрный конь · f7 чёрная пешка · g7 чёрная пешка · c6 чёрный слон · d6 белый конь · e6 чёрная пешка · h6 чёрная пешка · d5 чёрный конь · e5 белая пешка · h5 чёрный ферзь · c4 белый слон · d4 белый ферзь · f4 белая пешка · c3 белая пешка · h3 белая пешка · a2 белая пешка · f2 белый слон · g2 белая пешка · d1 белая ладья · f1 белая ладья · g1 белый король | a8 чёрная ладья · d8 чёрная ладья · f8 чёрный король · a7 чёрная пешка · b7 чёрная пешка · d7 чёрный конь · f7 чёрная пешка · g7 чёрная пешка · c6 чёрный слон · d6 белый конь · e6 чёрная пешка · h6 чёрная пешка · d5 чёрный конь · e5 белая пешка · h5 чёрный ферзь · c4 белый слон · d4 белый ферзь · f4 белая пешка · c3 белая пешка · h3 белая пешка · a2 белая пешка · f2 белый слон · g2 белая пешка · d1 белая ладья · f1 белая ладья · g1 белый король | a8 чёрная ладья · d8 чёрная ладья · f8 чёрный король · a7 чёрная пешка · b7 чёрная пешка · d7 чёрный конь · f7 чёрная пешка · g7 чёрная пешка · c6 чёрный слон · d6 белый конь · e6 чёрная пешка · h6 чёрная пешка · d5 чёрный конь · e5 белая пешка · h5 чёрный ферзь · c4 белый слон · d4 белый ферзь · f4 белая пешка · c3 белая пешка · h3 белая пешка · a2 белая пешка · f2 белый слон · g2 белая пешка · d1 белая ладья · f1 белая ладья · g1 белый король | a8 чёрная ладья · d8 чёрная ладья · f8 чёрный король · a7 чёрная пешка · b7 чёрная пешка · d7 чёрный конь · f7 чёрная пешка · g7 чёрная пешка · c6 чёрный слон · d6 белый конь · e6 чёрная пешка · h6 чёрная пешка · d5 чёрный конь · e5 белая пешка · h5 чёрный ферзь · c4 белый слон · d4 белый ферзь · f4 белая пешка · c3 белая пешка · h3 белая пешка · a2 белая пешка · f2 белый слон · g2 белая пешка · d1 белая ладья · f1 белая ладья · g1 белый король | a8 чёрная ладья · d8 чёрная ладья · f8 чёрный король · a7 чёрная пешка · b7 чёрная пешка · d7 чёрный конь · f7 чёрная пешка · g7 чёрная пешка · c6 чёрный слон · d6 белый конь · e6 чёрная пешка · h6 чёрная пешка · d5 чёрный конь · e5 белая пешка · h5 чёрный ферзь · c4 белый слон · d4 белый ферзь · f4 белая пешка · c3 белая пешка · h3 белая пешка · a2 белая пешка · f2 белый слон · g2 белая пешка · d1 белая ладья · f1 белая ладья · g1 белый король | a8 чёрная ладья · d8 чёрная ладья · f8 чёрный король · a7 чёрная пешка · b7 чёрная пешка · d7 чёрный конь · f7 чёрная пешка · g7 чёрная пешка · c6 чёрный слон · d6 белый конь · e6 чёрная пешка · h6 чёрная пешка · d5 чёрный конь · e5 белая пешка · h5 чёрный ферзь · c4 белый слон · d4 белый ферзь · f4 белая пешка · c3 белая пешка · h3 белая пешка · a2 белая пешка · f2 белый слон · g2 белая пешка · d1 белая ладья · f1 белая ладья · g1 белый король | 6 |
| 5 | a8 чёрная ладья · d8 чёрная ладья · f8 чёрный король · a7 чёрная пешка · b7 чёрная пешка · d7 чёрный конь · f7 чёрная пешка · g7 чёрная пешка · c6 чёрный слон · d6 белый конь · e6 чёрная пешка · h6 чёрная пешка · d5 чёрный конь · e5 белая пешка · h5 чёрный ферзь · c4 белый слон · d4 белый ферзь · f4 белая пешка · c3 белая пешка · h3 белая пешка · a2 белая пешка · f2 белый слон · g2 белая пешка · d1 белая ладья · f1 белая ладья · g1 белый король | a8 чёрная ладья · d8 чёрная ладья · f8 чёрный король · a7 чёрная пешка · b7 чёрная пешка · d7 чёрный конь · f7 чёрная пешка · g7 чёрная пешка · c6 чёрный слон · d6 белый конь · e6 чёрная пешка · h6 чёрная пешка · d5 чёрный конь · e5 белая пешка · h5 чёрный ферзь · c4 белый слон · d4 белый ферзь · f4 белая пешка · c3 белая пешка · h3 белая пешка · a2 белая пешка · f2 белый слон · g2 белая пешка · d1 белая ладья · f1 белая ладья · g1 белый король | a8 чёрная ладья · d8 чёрная ладья · f8 чёрный король · a7 чёрная пешка · b7 чёрная пешка · d7 чёрный конь · f7 чёрная пешка · g7 чёрная пешка · c6 чёрный слон · d6 белый конь · e6 чёрная пешка · h6 чёрная пешка · d5 чёрный конь · e5 белая пешка · h5 чёрный ферзь · c4 белый слон · d4 белый ферзь · f4 белая пешка · c3 белая пешка · h3 белая пешка · a2 белая пешка · f2 белый слон · g2 белая пешка · d1 белая ладья · f1 белая ладья · g1 белый король | a8 чёрная ладья · d8 чёрная ладья · f8 чёрный король · a7 чёрная пешка · b7 чёрная пешка · d7 чёрный конь · f7 чёрная пешка · g7 чёрная пешка · c6 чёрный слон · d6 белый конь · e6 чёрная пешка · h6 чёрная пешка · d5 чёрный конь · e5 белая пешка · h5 чёрный ферзь · c4 белый слон · d4 белый ферзь · f4 белая пешка · c3 белая пешка · h3 белая пешка · a2 белая пешка · f2 белый слон · g2 белая пешка · d1 белая ладья · f1 белая ладья · g1 белый король | a8 чёрная ладья · d8 чёрная ладья · f8 чёрный король · a7 чёрная пешка · b7 чёрная пешка · d7 чёрный конь · f7 чёрная пешка · g7 чёрная пешка · c6 чёрный слон · d6 белый конь · e6 чёрная пешка · h6 чёрная пешка · d5 чёрный конь · e5 белая пешка · h5 чёрный ферзь · c4 белый слон · d4 белый ферзь · f4 белая пешка · c3 белая пешка · h3 белая пешка · a2 белая пешка · f2 белый слон · g2 белая пешка · d1 белая ладья · f1 белая ладья · g1 белый король | a8 чёрная ладья · d8 чёрная ладья · f8 чёрный король · a7 чёрная пешка · b7 чёрная пешка · d7 чёрный конь · f7 чёрная пешка · g7 чёрная пешка · c6 чёрный слон · d6 белый конь · e6 чёрная пешка · h6 чёрная пешка · d5 чёрный конь · e5 белая пешка · h5 чёрный ферзь · c4 белый слон · d4 белый ферзь · f4 белая пешка · c3 белая пешка · h3 белая пешка · a2 белая пешка · f2 белый слон · g2 белая пешка · d1 белая ладья · f1 белая ладья · g1 белый король | a8 чёрная ладья · d8 чёрная ладья · f8 чёрный король · a7 чёрная пешка · b7 чёрная пешка · d7 чёрный конь · f7 чёрная пешка · g7 чёрная пешка · c6 чёрный слон · d6 белый конь · e6 чёрная пешка · h6 чёрная пешка · d5 чёрный конь · e5 белая пешка · h5 чёрный ферзь · c4 белый слон · d4 белый ферзь · f4 белая пешка · c3 белая пешка · h3 белая пешка · a2 белая пешка · f2 белый слон · g2 белая пешка · d1 белая ладья · f1 белая ладья · g1 белый король | a8 чёрная ладья · d8 чёрная ладья · f8 чёрный король · a7 чёрная пешка · b7 чёрная пешка · d7 чёрный конь · f7 чёрная пешка · g7 чёрная пешка · c6 чёрный слон · d6 белый конь · e6 чёрная пешка · h6 чёрная пешка · d5 чёрный конь · e5 белая пешка · h5 чёрный ферзь · c4 белый слон · d4 белый ферзь · f4 белая пешка · c3 белая пешка · h3 белая пешка · a2 белая пешка · f2 белый слон · g2 белая пешка · d1 белая ладья · f1 белая ладья · g1 белый король | 5 |
| 4 | a8 чёрная ладья · d8 чёрная ладья · f8 чёрный король · a7 чёрная пешка · b7 чёрная пешка · d7 чёрный конь · f7 чёрная пешка · g7 чёрная пешка · c6 чёрный слон · d6 белый конь · e6 чёрная пешка · h6 чёрная пешка · d5 чёрный конь · e5 белая пешка · h5 чёрный ферзь · c4 белый слон · d4 белый ферзь · f4 белая пешка · c3 белая пешка · h3 белая пешка · a2 белая пешка · f2 белый слон · g2 белая пешка · d1 белая ладья · f1 белая ладья · g1 белый король | a8 чёрная ладья · d8 чёрная ладья · f8 чёрный король · a7 чёрная пешка · b7 чёрная пешка · d7 чёрный конь · f7 чёрная пешка · g7 чёрная пешка · c6 чёрный слон · d6 белый конь · e6 чёрная пешка · h6 чёрная пешка · d5 чёрный конь · e5 белая пешка · h5 чёрный ферзь · c4 белый слон · d4 белый ферзь · f4 белая пешка · c3 белая пешка · h3 белая пешка · a2 белая пешка · f2 белый слон · g2 белая пешка · d1 белая ладья · f1 белая ладья · g1 белый король | a8 чёрная ладья · d8 чёрная ладья · f8 чёрный король · a7 чёрная пешка · b7 чёрная пешка · d7 чёрный конь · f7 чёрная пешка · g7 чёрная пешка · c6 чёрный слон · d6 белый конь · e6 чёрная пешка · h6 чёрная пешка · d5 чёрный конь · e5 белая пешка · h5 чёрный ферзь · c4 белый слон · d4 белый ферзь · f4 белая пешка · c3 белая пешка · h3 белая пешка · a2 белая пешка · f2 белый слон · g2 белая пешка · d1 белая ладья · f1 белая ладья · g1 белый король | a8 чёрная ладья · d8 чёрная ладья · f8 чёрный король · a7 чёрная пешка · b7 чёрная пешка · d7 чёрный конь · f7 чёрная пешка · g7 чёрная пешка · c6 чёрный слон · d6 белый конь · e6 чёрная пешка · h6 чёрная пешка · d5 чёрный конь · e5 белая пешка · h5 чёрный ферзь · c4 белый слон · d4 белый ферзь · f4 белая пешка · c3 белая пешка · h3 белая пешка · a2 белая пешка · f2 белый слон · g2 белая пешка · d1 белая ладья · f1 белая ладья · g1 белый король | a8 чёрная ладья · d8 чёрная ладья · f8 чёрный король · a7 чёрная пешка · b7 чёрная пешка · d7 чёрный конь · f7 чёрная пешка · g7 чёрная пешка · c6 чёрный слон · d6 белый конь · e6 чёрная пешка · h6 чёрная пешка · d5 чёрный конь · e5 белая пешка · h5 чёрный ферзь · c4 белый слон · d4 белый ферзь · f4 белая пешка · c3 белая пешка · h3 белая пешка · a2 белая пешка · f2 белый слон · g2 белая пешка · d1 белая ладья · f1 белая ладья · g1 белый король | a8 чёрная ладья · d8 чёрная ладья · f8 чёрный король · a7 чёрная пешка · b7 чёрная пешка · d7 чёрный конь · f7 чёрная пешка · g7 чёрная пешка · c6 чёрный слон · d6 белый конь · e6 чёрная пешка · h6 чёрная пешка · d5 чёрный конь · e5 белая пешка · h5 чёрный ферзь · c4 белый слон · d4 белый ферзь · f4 белая пешка · c3 белая пешка · h3 белая пешка · a2 белая пешка · f2 белый слон · g2 белая пешка · d1 белая ладья · f1 белая ладья · g1 белый король | a8 чёрная ладья · d8 чёрная ладья · f8 чёрный король · a7 чёрная пешка · b7 чёрная пешка · d7 чёрный конь · f7 чёрная пешка · g7 чёрная пешка · c6 чёрный слон · d6 белый конь · e6 чёрная пешка · h6 чёрная пешка · d5 чёрный конь · e5 белая пешка · h5 чёрный ферзь · c4 белый слон · d4 белый ферзь · f4 белая пешка · c3 белая пешка · h3 белая пешка · a2 белая пешка · f2 белый слон · g2 белая пешка · d1 белая ладья · f1 белая ладья · g1 белый король | a8 чёрная ладья · d8 чёрная ладья · f8 чёрный король · a7 чёрная пешка · b7 чёрная пешка · d7 чёрный конь · f7 чёрная пешка · g7 чёрная пешка · c6 чёрный слон · d6 белый конь · e6 чёрная пешка · h6 чёрная пешка · d5 чёрный конь · e5 белая пешка · h5 чёрный ферзь · c4 белый слон · d4 белый ферзь · f4 белая пешка · c3 белая пешка · h3 белая пешка · a2 белая пешка · f2 белый слон · g2 белая пешка · d1 белая ладья · f1 белая ладья · g1 белый король | 4 |
| 3 | a8 чёрная ладья · d8 чёрная ладья · f8 чёрный король · a7 чёрная пешка · b7 чёрная пешка · d7 чёрный конь · f7 чёрная пешка · g7 чёрная пешка · c6 чёрный слон · d6 белый конь · e6 чёрная пешка · h6 чёрная пешка · d5 чёрный конь · e5 белая пешка · h5 чёрный ферзь · c4 белый слон · d4 белый ферзь · f4 белая пешка · c3 белая пешка · h3 белая пешка · a2 белая пешка · f2 белый слон · g2 белая пешка · d1 белая ладья · f1 белая ладья · g1 белый король | a8 чёрная ладья · d8 чёрная ладья · f8 чёрный король · a7 чёрная пешка · b7 чёрная пешка · d7 чёрный конь · f7 чёрная пешка · g7 чёрная пешка · c6 чёрный слон · d6 белый конь · e6 чёрная пешка · h6 чёрная пешка · d5 чёрный конь · e5 белая пешка · h5 чёрный ферзь · c4 белый слон · d4 белый ферзь · f4 белая пешка · c3 белая пешка · h3 белая пешка · a2 белая пешка · f2 белый слон · g2 белая пешка · d1 белая ладья · f1 белая ладья · g1 белый король | a8 чёрная ладья · d8 чёрная ладья · f8 чёрный король · a7 чёрная пешка · b7 чёрная пешка · d7 чёрный конь · f7 чёрная пешка · g7 чёрная пешка · c6 чёрный слон · d6 белый конь · e6 чёрная пешка · h6 чёрная пешка · d5 чёрный конь · e5 белая пешка · h5 чёрный ферзь · c4 белый слон · d4 белый ферзь · f4 белая пешка · c3 белая пешка · h3 белая пешка · a2 белая пешка · f2 белый слон · g2 белая пешка · d1 белая ладья · f1 белая ладья · g1 белый король | a8 чёрная ладья · d8 чёрная ладья · f8 чёрный король · a7 чёрная пешка · b7 чёрная пешка · d7 чёрный конь · f7 чёрная пешка · g7 чёрная пешка · c6 чёрный слон · d6 белый конь · e6 чёрная пешка · h6 чёрная пешка · d5 чёрный конь · e5 белая пешка · h5 чёрный ферзь · c4 белый слон · d4 белый ферзь · f4 белая пешка · c3 белая пешка · h3 белая пешка · a2 белая пешка · f2 белый слон · g2 белая пешка · d1 белая ладья · f1 белая ладья · g1 белый король | a8 чёрная ладья · d8 чёрная ладья · f8 чёрный король · a7 чёрная пешка · b7 чёрная пешка · d7 чёрный конь · f7 чёрная пешка · g7 чёрная пешка · c6 чёрный слон · d6 белый конь · e6 чёрная пешка · h6 чёрная пешка · d5 чёрный конь · e5 белая пешка · h5 чёрный ферзь · c4 белый слон · d4 белый ферзь · f4 белая пешка · c3 белая пешка · h3 белая пешка · a2 белая пешка · f2 белый слон · g2 белая пешка · d1 белая ладья · f1 белая ладья · g1 белый король | a8 чёрная ладья · d8 чёрная ладья · f8 чёрный король · a7 чёрная пешка · b7 чёрная пешка · d7 чёрный конь · f7 чёрная пешка · g7 чёрная пешка · c6 чёрный слон · d6 белый конь · e6 чёрная пешка · h6 чёрная пешка · d5 чёрный конь · e5 белая пешка · h5 чёрный ферзь · c4 белый слон · d4 белый ферзь · f4 белая пешка · c3 белая пешка · h3 белая пешка · a2 белая пешка · f2 белый слон · g2 белая пешка · d1 белая ладья · f1 белая ладья · g1 белый король | a8 чёрная ладья · d8 чёрная ладья · f8 чёрный король · a7 чёрная пешка · b7 чёрная пешка · d7 чёрный конь · f7 чёрная пешка · g7 чёрная пешка · c6 чёрный слон · d6 белый конь · e6 чёрная пешка · h6 чёрная пешка · d5 чёрный конь · e5 белая пешка · h5 чёрный ферзь · c4 белый слон · d4 белый ферзь · f4 белая пешка · c3 белая пешка · h3 белая пешка · a2 белая пешка · f2 белый слон · g2 белая пешка · d1 белая ладья · f1 белая ладья · g1 белый король | a8 чёрная ладья · d8 чёрная ладья · f8 чёрный король · a7 чёрная пешка · b7 чёрная пешка · d7 чёрный конь · f7 чёрная пешка · g7 чёрная пешка · c6 чёрный слон · d6 белый конь · e6 чёрная пешка · h6 чёрная пешка · d5 чёрный конь · e5 белая пешка · h5 чёрный ферзь · c4 белый слон · d4 белый ферзь · f4 белая пешка · c3 белая пешка · h3 белая пешка · a2 белая пешка · f2 белый слон · g2 белая пешка · d1 белая ладья · f1 белая ладья · g1 белый король | 3 |
| 2 | a8 чёрная ладья · d8 чёрная ладья · f8 чёрный король · a7 чёрная пешка · b7 чёрная пешка · d7 чёрный конь · f7 чёрная пешка · g7 чёрная пешка · c6 чёрный слон · d6 белый конь · e6 чёрная пешка · h6 чёрная пешка · d5 чёрный конь · e5 белая пешка · h5 чёрный ферзь · c4 белый слон · d4 белый ферзь · f4 белая пешка · c3 белая пешка · h3 белая пешка · a2 белая пешка · f2 белый слон · g2 белая пешка · d1 белая ладья · f1 белая ладья · g1 белый король | a8 чёрная ладья · d8 чёрная ладья · f8 чёрный король · a7 чёрная пешка · b7 чёрная пешка · d7 чёрный конь · f7 чёрная пешка · g7 чёрная пешка · c6 чёрный слон · d6 белый конь · e6 чёрная пешка · h6 чёрная пешка · d5 чёрный конь · e5 белая пешка · h5 чёрный ферзь · c4 белый слон · d4 белый ферзь · f4 белая пешка · c3 белая пешка · h3 белая пешка · a2 белая пешка · f2 белый слон · g2 белая пешка · d1 белая ладья · f1 белая ладья · g1 белый король | a8 чёрная ладья · d8 чёрная ладья · f8 чёрный король · a7 чёрная пешка · b7 чёрная пешка · d7 чёрный конь · f7 чёрная пешка · g7 чёрная пешка · c6 чёрный слон · d6 белый конь · e6 чёрная пешка · h6 чёрная пешка · d5 чёрный конь · e5 белая пешка · h5 чёрный ферзь · c4 белый слон · d4 белый ферзь · f4 белая пешка · c3 белая пешка · h3 белая пешка · a2 белая пешка · f2 белый слон · g2 белая пешка · d1 белая ладья · f1 белая ладья · g1 белый король | a8 чёрная ладья · d8 чёрная ладья · f8 чёрный король · a7 чёрная пешка · b7 чёрная пешка · d7 чёрный конь · f7 чёрная пешка · g7 чёрная пешка · c6 чёрный слон · d6 белый конь · e6 чёрная пешка · h6 чёрная пешка · d5 чёрный конь · e5 белая пешка · h5 чёрный ферзь · c4 белый слон · d4 белый ферзь · f4 белая пешка · c3 белая пешка · h3 белая пешка · a2 белая пешка · f2 белый слон · g2 белая пешка · d1 белая ладья · f1 белая ладья · g1 белый король | a8 чёрная ладья · d8 чёрная ладья · f8 чёрный король · a7 чёрная пешка · b7 чёрная пешка · d7 чёрный конь · f7 чёрная пешка · g7 чёрная пешка · c6 чёрный слон · d6 белый конь · e6 чёрная пешка · h6 чёрная пешка · d5 чёрный конь · e5 белая пешка · h5 чёрный ферзь · c4 белый слон · d4 белый ферзь · f4 белая пешка · c3 белая пешка · h3 белая пешка · a2 белая пешка · f2 белый слон · g2 белая пешка · d1 белая ладья · f1 белая ладья · g1 белый король | a8 чёрная ладья · d8 чёрная ладья · f8 чёрный король · a7 чёрная пешка · b7 чёрная пешка · d7 чёрный конь · f7 чёрная пешка · g7 чёрная пешка · c6 чёрный слон · d6 белый конь · e6 чёрная пешка · h6 чёрная пешка · d5 чёрный конь · e5 белая пешка · h5 чёрный ферзь · c4 белый слон · d4 белый ферзь · f4 белая пешка · c3 белая пешка · h3 белая пешка · a2 белая пешка · f2 белый слон · g2 белая пешка · d1 белая ладья · f1 белая ладья · g1 белый король | a8 чёрная ладья · d8 чёрная ладья · f8 чёрный король · a7 чёрная пешка · b7 чёрная пешка · d7 чёрный конь · f7 чёрная пешка · g7 чёрная пешка · c6 чёрный слон · d6 белый конь · e6 чёрная пешка · h6 чёрная пешка · d5 чёрный конь · e5 белая пешка · h5 чёрный ферзь · c4 белый слон · d4 белый ферзь · f4 белая пешка · c3 белая пешка · h3 белая пешка · a2 белая пешка · f2 белый слон · g2 белая пешка · d1 белая ладья · f1 белая ладья · g1 белый король | a8 чёрная ладья · d8 чёрная ладья · f8 чёрный король · a7 чёрная пешка · b7 чёрная пешка · d7 чёрный конь · f7 чёрная пешка · g7 чёрная пешка · c6 чёрный слон · d6 белый конь · e6 чёрная пешка · h6 чёрная пешка · d5 чёрный конь · e5 белая пешка · h5 чёрный ферзь · c4 белый слон · d4 белый ферзь · f4 белая пешка · c3 белая пешка · h3 белая пешка · a2 белая пешка · f2 белый слон · g2 белая пешка · d1 белая ладья · f1 белая ладья · g1 белый король | 2 |
| 1 | a8 чёрная ладья · d8 чёрная ладья · f8 чёрный король · a7 чёрная пешка · b7 чёрная пешка · d7 чёрный конь · f7 чёрная пешка · g7 чёрная пешка · c6 чёрный слон · d6 белый конь · e6 чёрная пешка · h6 чёрная пешка · d5 чёрный конь · e5 белая пешка · h5 чёрный ферзь · c4 белый слон · d4 белый ферзь · f4 белая пешка · c3 белая пешка · h3 белая пешка · a2 белая пешка · f2 белый слон · g2 белая пешка · d1 белая ладья · f1 белая ладья · g1 белый король | a8 чёрная ладья · d8 чёрная ладья · f8 чёрный король · a7 чёрная пешка · b7 чёрная пешка · d7 чёрный конь · f7 чёрная пешка · g7 чёрная пешка · c6 чёрный слон · d6 белый конь · e6 чёрная пешка · h6 чёрная пешка · d5 чёрный конь · e5 белая пешка · h5 чёрный ферзь · c4 белый слон · d4 белый ферзь · f4 белая пешка · c3 белая пешка · h3 белая пешка · a2 белая пешка · f2 белый слон · g2 белая пешка · d1 белая ладья · f1 белая ладья · g1 белый король | a8 чёрная ладья · d8 чёрная ладья · f8 чёрный король · a7 чёрная пешка · b7 чёрная пешка · d7 чёрный конь · f7 чёрная пешка · g7 чёрная пешка · c6 чёрный слон · d6 белый конь · e6 чёрная пешка · h6 чёрная пешка · d5 чёрный конь · e5 белая пешка · h5 чёрный ферзь · c4 белый слон · d4 белый ферзь · f4 белая пешка · c3 белая пешка · h3 белая пешка · a2 белая пешка · f2 белый слон · g2 белая пешка · d1 белая ладья · f1 белая ладья · g1 белый король | a8 чёрная ладья · d8 чёрная ладья · f8 чёрный король · a7 чёрная пешка · b7 чёрная пешка · d7 чёрный конь · f7 чёрная пешка · g7 чёрная пешка · c6 чёрный слон · d6 белый конь · e6 чёрная пешка · h6 чёрная пешка · d5 чёрный конь · e5 белая пешка · h5 чёрный ферзь · c4 белый слон · d4 белый ферзь · f4 белая пешка · c3 белая пешка · h3 белая пешка · a2 белая пешка · f2 белый слон · g2 белая пешка · d1 белая ладья · f1 белая ладья · g1 белый король | a8 чёрная ладья · d8 чёрная ладья · f8 чёрный король · a7 чёрная пешка · b7 чёрная пешка · d7 чёрный конь · f7 чёрная пешка · g7 чёрная пешка · c6 чёрный слон · d6 белый конь · e6 чёрная пешка · h6 чёрная пешка · d5 чёрный конь · e5 белая пешка · h5 чёрный ферзь · c4 белый слон · d4 белый ферзь · f4 белая пешка · c3 белая пешка · h3 белая пешка · a2 белая пешка · f2 белый слон · g2 белая пешка · d1 белая ладья · f1 белая ладья · g1 белый король | a8 чёрная ладья · d8 чёрная ладья · f8 чёрный король · a7 чёрная пешка · b7 чёрная пешка · d7 чёрный конь · f7 чёрная пешка · g7 чёрная пешка · c6 чёрный слон · d6 белый конь · e6 чёрная пешка · h6 чёрная пешка · d5 чёрный конь · e5 белая пешка · h5 чёрный ферзь · c4 белый слон · d4 белый ферзь · f4 белая пешка · c3 белая пешка · h3 белая пешка · a2 белая пешка · f2 белый слон · g2 белая пешка · d1 белая ладья · f1 белая ладья · g1 белый король | a8 чёрная ладья · d8 чёрная ладья · f8 чёрный король · a7 чёрная пешка · b7 чёрная пешка · d7 чёрный конь · f7 чёрная пешка · g7 чёрная пешка · c6 чёрный слон · d6 белый конь · e6 чёрная пешка · h6 чёрная пешка · d5 чёрный конь · e5 белая пешка · h5 чёрный ферзь · c4 белый слон · d4 белый ферзь · f4 белая пешка · c3 белая пешка · h3 белая пешка · a2 белая пешка · f2 белый слон · g2 белая пешка · d1 белая ладья · f1 белая ладья · g1 белый король | a8 чёрная ладья · d8 чёрная ладья · f8 чёрный король · a7 чёрная пешка · b7 чёрная пешка · d7 чёрный конь · f7 чёрная пешка · g7 чёрная пешка · c6 чёрный слон · d6 белый конь · e6 чёрная пешка · h6 чёрная пешка · d5 чёрный конь · e5 белая пешка · h5 чёрный ферзь · c4 белый слон · d4 белый ферзь · f4 белая пешка · c3 белая пешка · h3 белая пешка · a2 белая пешка · f2 белый слон · g2 белая пешка · d1 белая ладья · f1 белая ладья · g1 белый король | 1 |
|   | a | b | c | d | e | f | g | h |   |

1. d4 Кf6 2. c4 e6 3. Кf3 d5 4. Кc3 dc 5. e4 Сb4 6. Сg5 c5 7. С:c4 cd 8. К:d4 С:c3 9. bc Фa5 10. Кb5 Сd7 11. Кd6+ Крe7 12. Фd2 Сc6 13. f4 Кd7 14. Лd1 Лhd8 15. Фd4 h6 16. Сh4 Фh5 17. Сf2 Крf8 18. e5 Кd5 19. O-O Фg4 20. h3 Фh5 (см. диаграмму)
21. f5 Крg8 22. Лd3 К7b6 23. С:d5 С:d5 24. Лg3 Лd7 25. Сe3 Сc4 26. Лf4 f6 27. ef e5 28. Ф:e5 Фd1+ 29. Крh2 Ф:d6 30. f7+ Кр:f7 31. Ф:g7+ Крe8 32. Фh8+ Крe7 33. Лe4+, 1 : 0

## Таблица матча
| № | Участники        | Рейтинг | 1 | 2 | 3 | 4 | 5 | 6 | 7 | 8 | 9 | 10 | 11 | 12 | 13 | 14 | 15 | 16 | 17 | 18 | 19 | 20 | 21 | Очки |
| - | ---------------- | ------- | - | - | - | - | - | - | - | - | - | -- | -- | -- | -- | -- | -- | -- | -- | -- | -- | -- | -- | ---- |
| 1 | Карпов, Анатолий |         | 1 | 0 | ½ | ½ | ½ | 1 | ½ | ½ | ½ | 1  | ½  | ½  | ½  | 1  | 1  | 1  | ½  | ½  | ½  | 0  | ½  | 12½  |
| 2 | Тимман, Ян       |         | 0 | 1 | ½ | ½ | ½ | 0 | ½ | ½ | ½ | 0  | ½  | ½  | ½  | 0  | 0  | 0  | ½  | ½  | ½  | 1  | ½  | 8½   |